# Poarta timpului
Poarta timpului (în engleză Time Gate) este o antologie de povestiri științifico-fantastice editată de Bill Fawcett și Robert Silverberg care a apărut prima dată la editura Baen în  decembrie 1989. În limba română a apărut în Colecția Nautilus nr. 24 de la Editura Nemira în 1993, în traducerea lui Diana Voicu. Coperta volumului este realiază de Dan Alexandru Ionescu după o ilustrație realiază de David B. Mattingly pentru ediția originală.
Este primul volum din seria Time Gate.  A fost urmat de Poarta timpului II: Interfețe periculoase.

## Cuprins

### În limba engleză
- „Enter a Soldier. Later: Enter Another” nuveletă de Robert Silverberg
- „The Resurrection Machine” nuveletă de Robert Sheckley
- „Statesmen” nuveletă de Poul Anderson
- „The Rose and the Scalpel” nuvelă de Gregory Benford
- „How I Spent My Summer Vacation” povestire de Pat Murphy

### În limba română
- „Introducem un soldat. Apoi: încă un soldat” nuveletă de Robert Silverberg
- „Mașina de resuscitat” nuveletă de Robert Sheckley
- „Oameni de stat” nuveletă de Poul Anderson
- „Trandafirul și bisturiul” nuvelă de Gregory Benford
- „Cum mi-am petrecut vacanța de vară” povestire de Pat Murphy

## Vezi și
- Lista volumelor publicate în Colecția Nautilus
- 1989 în științifico-fantastic